# Levín (hrad, okres Litoměřice)
Levín je zřícenina předpokládaného hradu nad stejnojmenným městysem v okrese Litoměřice. Hrad stál na vrchu sto metrů jihozápadně od kostela v nadmořské výšce 455 metrů. Zvonice, která na temeni kopce stojí, vznikla až po zániku hradu. Hrad je od roku 1964 chráněn jako kulturní památka.

## Historie
Nedochovaly se žádné písemné prameny z doby existence hradu. První písemná zmínka o Levínu je z roku 1352 a je možné, že hrad tehdy již nestál. Zmíněn je až v listině z roku 1538, která však uvádí pouze „kus lesu k vinici na vykopání v hradišti pod Levínem“. Archeologické nálezy dokládají vznik ve druhé polovině třináctého století a zánik v průběhu čtrnáctého století.
Existenci levínského hradu ve třináctém století zpochybňuje samotná podoba staveniště, protože tehdejší šlechta stavěla hrady především na ostrožnách, a neodpovídá mu ani charakter domnělé kaple. Jinou interpretací stavebních pozůstatků je možnost, že byly součástí církevního areálu, v němž kaple plnila funkci kostela obehnaného hřbitovní zdí. Mohla v něm stávat i fara, časem doplněná o zvonici. Církevní využití lokality by umožňovalo také vznik písemně doložené vinice. V tom případě by ale hřbitov vznikl nejspíše až po roce 1538, jinak by byl zmíněn jako orientační bod místo hradiště.
Pravděpodobná je možnost, že v první polovině vzniklo na návrší nad vsí šlechtické sídlo, snad dvorec nebo hrádek typu motte. Někdy na přelomu třináctého a čtrnáctého století toto sídlo zaniklo a návrší začali využívat levínští hrnčíři, kteří na něm mimo jiné ukládali nepovedené či rozbité výrobky. Později se snad výroba keramiky přesunula do vesnice a kupa nad ní začala sloužit jako hřbitov. Na něm byla na přelomu období renesance a baroka postavena kaple nebo kostel neznámého zasvěcení, jejichž pozůstatky jsou spojovány s předpokládaným hradem.

## Stavební podoba
Půdorys hradu byl oválný. Na vrcholu kopce dnes nestojí žádné zdi, pouze v jižním úbočí jsou fragmenty hradby a v severovýchodní části se nachází zbytek přízemí objektu, kterým mohla být kaple. V roce 2005 došlo k poškození hradního areálu. Během následného záchranného archeologického průzkumu byla nalezena řada architektonických článků z konce 14. století a doložena existence hradby, dvou bran a průběh přístupové cesty od severovýchodu.